# 生生不息
《生生不息》（英語：Circle Of Life）是1994年迪士尼動畫《獅子王》的主題歌。此曲最為人熟知的是開段以祖魯語唱出的激昂呼號，在中段轉為英語演唱。

## 概要
歌曲內容由蒂姆·賴斯作詞、樂手艾爾頓·強作曲所完成。在《獅子王》動畫開頭的《生生不息》版本中為女歌手卡門·推溫主唱，並特地在歌曲的開始加上一段由南非歌手李柏·M以祖魯語高唱的內容，該段祖魯語的意思則為「父親您看，獅子出現了」、「我們將會勝利」、「獅子與豹群聚在那寬廣的地方」。片尾曲版本則改由創作者艾爾頓·強與倫敦社區福音唱詩班合唱。
後續《生生不息》在1994年第67屆奧斯卡金像獎中被提名為最佳原創歌曲，並在主題公園迪士尼動物王國中被採用為樂園主題歌。

## 銷售成績
| 排行榜名                    | 最高名次 position |
| --------------------------- | ----------------- |
| 加拿大成人音樂              | 1                 |
| 加拿大十大單曲              | 3                 |
| 美國成人音樂                | 2                 |
| 美國告示牌百強單曲榜        | 18                |
| 美國主流音樂TOP40           | 26                |
| 奧地利Ö3TOP75               | 30                |
| 德國多媒體排行調查榜        | 10                |
| 愛爾蘭唱片協會              | 9                 |
| 荷蘭TOP40                   | 5                 |
| 紐西蘭唱片協會              | 13                |
| 瑞典Sverigetopplistan排行榜 | 3                 |
| 瑞士音樂排行榜              | 2                 |
| 英國單曲排行榜              | 11                |

※（為1994至1995年期間的名次）

## 翻唱者
- 2002年：羅南·基廷，收錄於專輯《Disneymania》。
- 2004年：孔慶翔，收錄於專輯《Inspiration》。
- 2014年：佩爾·弗雷德里克·奧斯利，把該歌曲改編成搖滾音樂。

## 語言
該歌曲一般以英語來演唱，但有其他語言來演唱該歌曲，如漢語普通話、粵語等其他語言。